# Andrew Zisserman
Andrew Zisserman (* 1957) ist ein britischer Informatiker, der sich mit Computersehen befasst. Er ist Professor an der Universität Oxford.
Zisserman absolvierte die Tripos-Prüfungen der University of Cambridge. Er wurde 1984 am Sunderland Polytechnic bei James Caldwell promoviert (Fresh approaches to magnetostatic field problems with the emphasis on analytical techniques)  und begann sich danach an der University of Edinburgh mit Computersehen zu beschäftigen und arbeitete mit Andrew Blake zusammen, was zum Buch Visual Reconstruction führte, das einen Zugang über Energie-Minimierung in der Bildrekonstruktion verfolgte mit einem Algorithmus (graduated non convexity) für lokale Minima.
1987 wechselte er wieder nach Oxford in die neu gegründete Robotik-Gruppe von Michael Brady (* 1945). Dort entwickelte er die Multiple View Geometry im Computersehen. Er wandte dies auf Objekterkennung an, auf 3D-Rekonstruktion und Rekonstruktion von Bewegung aus Einzelbildern. Software, die seine Gruppe in der Firma 2d3 entwickelte, wurde für Spezialeffekte in Filmen verwendet und gewann 2002 einen Technik-Emmy. Seit 2014 ist er mit DeepMind verbunden. Zisserman ist Royal Society Research Professor in Oxford.
Er ist Fellow der Royal Society (2007), gewann dreimal den Marr Prize und gehört zu den ISI Highly Cited Researchers. 2008 wurde er Distinguished Fellow der British Machine Vision Association (BMVA). Für 2023 wurde Zisserman als Bakerian Lecturer ausgewählt.

## Schriften
- mit Andrew Blake: Visual Reconstruction, MIT Press 1987
- Herausgeber mit Joseph Mundy: Geometric Invariance in Computer Vision, MIT Press 1992
- mit Richard Hartley: Multiple View Geometry in Computer Vision, Cambridge University Press 2000, 2. Auflage 2009
- mit J. Visic: Video Google: A text retrieval approach to object matching in videos, Proc. 9. IEEE Conf. Computer Vision, 2003